# Sanhouti
Sanhouti est une localité rurale au centre de la Côte d'Ivoire dans le Dristrict de la Vallée du Bandama, appartenant à la région de Gbêke. La localité de Sanhouti est administrativement rattachée au département de Béoumi. 